# Blasius Merrem
Blasius Merrem, född 4 februari 1761 i Bremen, Tyskland, död 23 februari 1824 i Marburg, var en tysk naturalist.
Merrem växte upp i Bremen, och studerade vid universitetet i Göttingen under Johann Friedrich Blumenbach. Han intresserade sig för zoologi och ornitologi i synnerhet. Hans studier angående fågelsystematik anses varit före sin tid och speciellt hans uppdelning av marklevande fåglar och flygande fåglar. 
Han är auktor för de två amerikanska arterna rävsparv (Passerella iliaca), beskriven 1786, och svarthuvad and (Heteronetta atricapilla), beskriven 1816.
Auktorsnamnet Merrem kan användas för Blasius Merrem i samband med ett vetenskapligt namn inom botaniken; se Wikipediaartiklar som länkar till auktorsnamnet.